# Heishansaurus pachycephalus
Lo heishansauro (Heishansaurus pachycephalus) è un dinosauro erbivoro, forse appartenente ai pachicefalosauri, o dinosauri dal cranio a cupola. I suoi resti fossili sono stati ritrovati in Cina, in terreni del Cretaceo superiore (Campaniano, circa 75 milioni di anni fa).

## Classificazione
Questo dinosauro è stato descritto per la prima volta da Bohlin nel 1953, sulla base di resti molto incompleti comprendenti frammenti cranici e postcranici, in aggiunta a due placche dermiche; lo stesso Bohlin non riuscì a classificarlo con certezza a causa della frammentarietà dei resti, e attualmente questo dinosauro è considerato un nomen dubium di incerta collocazione sistematica: potrebbe essere un anchilosauro o un pachicefalosauro.
Il nome Heishansaurus deriva dalla Montagna Nera (Heishan), nella regione del Gansu in Cina.